# Adam Kok III
Adam Kok III (16 d'octubre de 1811 - 30 de desembre de 1875) fou un dirigent del poble Griqua a Sud-àfrica.
Era fill d'Adam Kok II, va créixer i va ser educat a la ciutat de Philippolis a Transorangia (més tard coneguda com a Griqualàndia Occidental). El seu pare va morir el 1835 i, després d'una disputa de successió amb el seu germà més vell Abraham, Kok va assumir la capitania el 1837.
Per part de son pare, descendia dels primers comtes de Borbó, ja que el seu rebesavi, Corneli Kok, era fill d'una indígena africana anomenada "Uri Khoe" i un explorador franco-neerlandés anomenat " Jacobus Lequeux, africanitzat com Jakobu Kok.
Després que una sèrie de disputes de terra amb el govern colonial britànic i la república bòer de l'Estat Lliure d'Orange, Kok i els seus seguidors van decidir una marxa (trek) cap a la serralada de Drakensberg el 1861, on van fundar Nova Griqualàndia, coneguda generalment com a Griqualàndia Oriental.
Kok fou també responsable de l'establiment de la capital de Griqualànda Oriental, Kokstad, que li deu el nom. Va morir el 30 de desembre de 1875 a Mzimkulu després de caure d'un carro en les muntanyes.